# 午汲镇
午汲镇，是中华人民共和国河北省邯郸市武安市下辖的一个乡镇级行政单位。

## 行政区划
午汲镇下辖以下地区：
午汲村、行孝村、沿平村、均河村、贾庄村、西广村、格村、东广村、上泉村、下泉村、温村、张柏树村、籍柏树村、园柏树村、下白石村、店头村、南马庄村、城二庄村、东河下村、大贺庄村、南贺庄村、小贺庄村、东张璨村、西张璨村、南白石村、北白石村、玉泉岭村、峰店村和上泉铁矿社区。